# Carl Nordin
Carl Mähler (född Nordin), född 1989 i Örnsköldsvik, är en svensk tidigare backhoppare. Han representerade IF Friska Viljor.

## Karriär
Carl Nordin debuterade internationellt i kontinentalcupen i Rovaniemi i Finland 4 december 2004. Han blev nummer 81 i sin första tävling i kontinentalcupen. I Kontinentalcupen är hans bästa placering en 25:e-plats i Granåsen i Trondheim i Norge 8 mars 2008. I FIS-cupen (backhoppningens tredje högsta nivå) har han som bäst slutat på 3:e plats i hemmabacken i Örnsköldsvik 29 augusti 2010 och i Falun 25 september samma år.
Nordin deltog i junior-VM 2006 i Kranj i Slovenien. Där hoppade han i lagtävlingen och blev nummer 9 tillsammans med lagkamraterna. Under junior-VM 2007 i Tarvisio i Italien tävlade Nordin i den individuella tävlingen och slutade på en 55:e plats. Nordin startade också i junior-VM 2009 i Štrbské Pleso i Slovakien. Där blev han nummer 56 i den individuella tävlingen och nummer 12 i lagtävlingen.
Nordin debuterade i världscupen i Planica i Slovenien 15 mars 2008. Där deltog han i lagtävlingen i skidflygningsbacken Letalnica och blev nummer 9 med svenaska laget. Hans första start i en individuell tävling i världscupen var i Klingenthal i Tyskland 11 februari 2009. Han slutade på en 59:e plats.
Carl Nordin medverkade vid världsmästerskapen i skidflygning 2008 i Heini Klopfer-backen i Oberstdorf i Tyskland, och slutade på 50:e plats i den individuella tävlingen, samt medverkade i det svenska lag (Carl Nordin, Isak Grimholm, Johan Erikson och Andreas Arén) som slutade på 11:e plats.
Nordin har fyra guldmedaljer och fyra silvermedaljer från svenska mästerskap. Han vann lagtävlingarna med IF Friska Viljor och blev tvåa individuellt åren 2009, 2010, 2011 och 2012.
Han tävlade också under Världsmästerskapen i nordisk skidsport, 2011 i Holmenkollen, 2013 i Predazzo och 2015 på hemmaplan i Falun. Nordins bästa notering från världsmästerskap i backhoppning blev fyrtiofjärde plats i storbacketävlingen i Predazzo 2013.
Nordin avslutade den internationella elitkarriären 2015, men har ställt upp i nationella mästerskap efter det faktum för att fylla ut startfälten och lyfta sporten. 2016 blev han svensk mästare för fjärde gången trots att han inte hoppat på knappt ett år.
Nordins personbästa i skidflygning är 187 meter, noterat 2010 i Planica.

## Övrigt
Carl Nordin är yngre bror till backhopparen Jonas Nordin som tävlade i kontinentalcupen till 2006. Efter att han avslutat karriären har han bytt efternamn till Mähler i samband med sitt giftermål med fästmön Sofia. Mähler arbetar inom byggbranschen och är projektledare för Nischer Properties sedan mars 2021.